# TJ Agrokombinát Budkovce
TJ Agrokombinát Budkovce (celým názvem: Telovýchovná jednota Agrokombinát Budkovce) byl slovenský fotbalový klub, který sídlil v obci Budkovce v Košickém kraji. Založen byl v roce 1927. Prvního většího úspěchu dosáhl v sezóně 1987/88, kdy se mu povedlo postoupit do druhé slovenské národní ligy (3. nejvyšší soutěž). V premiérové sezóně se klub umístil ve skupině Východ na šestém místě.
V roce 1995 se firma Agrokombinát rozhodla odhlásit A-mužstvo ze třetí ligy a to tak následně znamenalo jeho zánik. Torzo mužského družstva přešlo pod nové občanské sdružení OŠK Budkovce (Obecný športový klub). Před začátkem sezóny 1995/96 pak klub nepřihlásil žádná mládežnická družstva do svazových soutěží a definitivně tak zmizel z fotbalové mapy Slovenska.

## Historické názvy
Zdroj: 
- TJ JRD Agrokombinát Budkovce (Telovýchovná jednota Jednotné roľnícke družstvo Agrokombinát Budkovce)
- TJ Agrokombinát Budkovce (Telovýchovná jednota Agrokombinát Budkovce)

## Umístění v jednotlivých sezonách
Stručný přehled
Zdroj: 
- 1972–1975: I. B trieda VsFZ – sk. Zemplínská
- 1975–1976: I. B trieda VsFZ – sk. Košická
- 1976–1977: I. A trieda VsFZ – sk. Západ
- 1977–1979: I. A trieda VsFZ – sk. Východ
- 1979–1980: I. A trieda VsFZ – sk. Zemplínská
- 1980–1981: Krajský přebor – sk. Východ
- 1981–1982: I. A trieda VsFZ – sk. Zemplínská
- 1982–1983: Divize – sk. Východ
- 1983–1987: Divize – sk. Východ (Východní)
- 1987–1988: Divize – sk. Východ
- 1988–1993: 2. SNFL – sk. Východ
- 1993–1995: 3. liga – sk. Východ

Jednotlivé ročníky
Zdroj: 
Legenda: Z - zápasy, V - výhry, R - remízy, P - porážky, VG - vstřelené góly, OG - obdržené góly, +/- - rozdíl skóre, B - body, červené podbarvení - sestup, zelené podbarvení - postup, fialové podbarvení - reorganizace, změna skupiny či soutěže
| Československo (1972 – 1993) |                                   |        |                                                             |                                                             |                                                             |                                                             |                                                             |                                                             |                                                             |                                                             |        |
| Sezóny                       | Liga                              | Úroveň | Z                                                           | V                                                           | R                                                           | P                                                           | VG                                                          | OG                                                          | +/-                                                         | B                                                           | Pozice |
| 1972/73                      | I. B trieda VsFZ – sk. Zemplínská | 7      | ...                                                         | ...                                                         | ...                                                         | ...                                                         | ...                                                         | ...                                                         | ...                                                         | ...                                                         |        |
| 1973/74                      | I. B trieda VsFZ – sk. Zemplínská | 7      | ...                                                         | ...                                                         | ...                                                         | ...                                                         | ...                                                         | ...                                                         | ...                                                         | ...                                                         |        |
| 1974/75                      | I. B trieda VsFZ – sk. Zemplínská | 7      | ...                                                         | ...                                                         | ...                                                         | ...                                                         | ...                                                         | ...                                                         | ...                                                         | ...                                                         |        |
| 1975/76                      | I. B trieda VsFZ – sk. Košická    | 7      | 23                                                          | 15                                                          | 4                                                           | 4                                                           | 52                                                          | 15                                                          | +37                                                         | 34                                                          | 1.     |
| 1976/77                      | I. A trieda VsFZ – sk. Západ      | 6      | 25                                                          | 7                                                           | 4                                                           | 14                                                          | 26                                                          | 58                                                          | -32                                                         | 18                                                          | 12.    |
| 1977/78                      | I. A trieda VsFZ – sk. Východ     | 5      | 26                                                          | 11                                                          | 5                                                           | 10                                                          | 37                                                          | 40                                                          | -3                                                          | 27                                                          | 6.     |
| 1978/79                      | I. A trieda VsFZ – sk. Východ     | 5      | 24                                                          | 9                                                           | 5                                                           | 10                                                          | 37                                                          | 41                                                          | -4                                                          | 23                                                          | 7.     |
| 1979/80                      | I. A trieda VsFZ – sk. Zemplínská | 5      | 28                                                          | 14                                                          | 7                                                           | 7                                                           | 58                                                          | 35                                                          | +23                                                         | 35                                                          | 3.     |
| 1980/81                      | Krajský přebor – sk. Východ       | 4      | 31                                                          | 9                                                           | 5                                                           | 17                                                          | 38                                                          | 56                                                          | -18                                                         | 23                                                          | 15.    |
| 1981/82                      | I. A trieda VsFZ – sk. Zemplínská | 5      | 29                                                          | 19                                                          | 3                                                           | 7                                                           | 60                                                          | 27                                                          | +33                                                         | 41                                                          | 1.     |
| 1982/83                      | Divize – sk. Východ               | 4      | 28                                                          | 10                                                          | 6                                                           | 12                                                          | 39                                                          | 41                                                          | -2                                                          | 26                                                          | 9.     |
| 1983/84                      | Divize – sk. Východ (Východní)    | 4      | 26                                                          | 9                                                           | 7                                                           | 10                                                          | 29                                                          | 43                                                          | -14                                                         | 25                                                          | 8.     |
| 1984/85                      | Divize – sk. Východ (Východní)    | 4      | 30                                                          | 15                                                          | 2                                                           | 13                                                          | 37                                                          | 52                                                          | -15                                                         | 32                                                          | 5.     |
| 1985/86                      | Divize – sk. Východ (Východní)    | 4      | 26                                                          | 10                                                          | 5                                                           | 11                                                          | 33                                                          | 35                                                          | -2                                                          | 25                                                          | 12.    |
| 1986/87                      | Divize – sk. Východ (Východní)    | 4      | 26                                                          | 17                                                          | 0                                                           | 9                                                           | 48                                                          | 32                                                          | +16                                                         | 34                                                          | 2.     |
| 1987/88                      | Divize – sk. Východ               | 4      | 30                                                          | 17                                                          | 6                                                           | 7                                                           | 41                                                          | 21                                                          | +20                                                         | 40                                                          | 1.     |
| 1988/89                      | 2. SNFL – sk. Východ              | 3      | 30                                                          | 12                                                          | 6                                                           | 12                                                          | 40                                                          | 42                                                          | -2                                                          | 30                                                          | 6.     |
| 1989/90                      | 2. SNFL – sk. Východ              | 3      | 30                                                          | 13                                                          | 7                                                           | 10                                                          | 38                                                          | 36                                                          | +2                                                          | 33                                                          | 4.     |
| 1990/91                      | 2. SNFL – sk. Východ              | 3      | 30                                                          | 14                                                          | 1                                                           | 15                                                          | 36                                                          | 40                                                          | -4                                                          | 29                                                          | 9.     |
| 1991/92                      | 2. SNFL – sk. Východ              | 3      | 30                                                          | 14                                                          | 4                                                           | 12                                                          | 47                                                          | 38                                                          | +9                                                          | 32                                                          | 6.     |
| 1992/93                      | 2. SNFL – sk. Východ              | 3      | 30                                                          | 18                                                          | 3                                                           | 9                                                           | 50                                                          | 27                                                          | +23                                                         | 39                                                          | 4.     |
| Slovensko (1993 – 1995)      |                                   |        |                                                             |                                                             |                                                             |                                                             |                                                             |                                                             |                                                             |                                                             |        |
| Sezóny                       | Liga                              | Úroveň | Z                                                           | V                                                           | R                                                           | P                                                           | VG                                                          | OG                                                          | +/-                                                         | B                                                           | Pozice |
| 1993/94                      | 3. liga – sk. Východ              | 3      | 30                                                          | 21                                                          | 5                                                           | 4                                                           | 56                                                          | 23                                                          | +33                                                         | 47                                                          | 2.     |
| 1994/95                      | 3. liga – sk. Východ              | 3      | Klub se odhlásil v průběhu sezóny, výsledky byly anulovány. | Klub se odhlásil v průběhu sezóny, výsledky byly anulovány. | Klub se odhlásil v průběhu sezóny, výsledky byly anulovány. | Klub se odhlásil v průběhu sezóny, výsledky byly anulovány. | Klub se odhlásil v průběhu sezóny, výsledky byly anulovány. | Klub se odhlásil v průběhu sezóny, výsledky byly anulovány. | Klub se odhlásil v průběhu sezóny, výsledky byly anulovány. | Klub se odhlásil v průběhu sezóny, výsledky byly anulovány. | 16.    |